# 多模式数字语音调制解调器

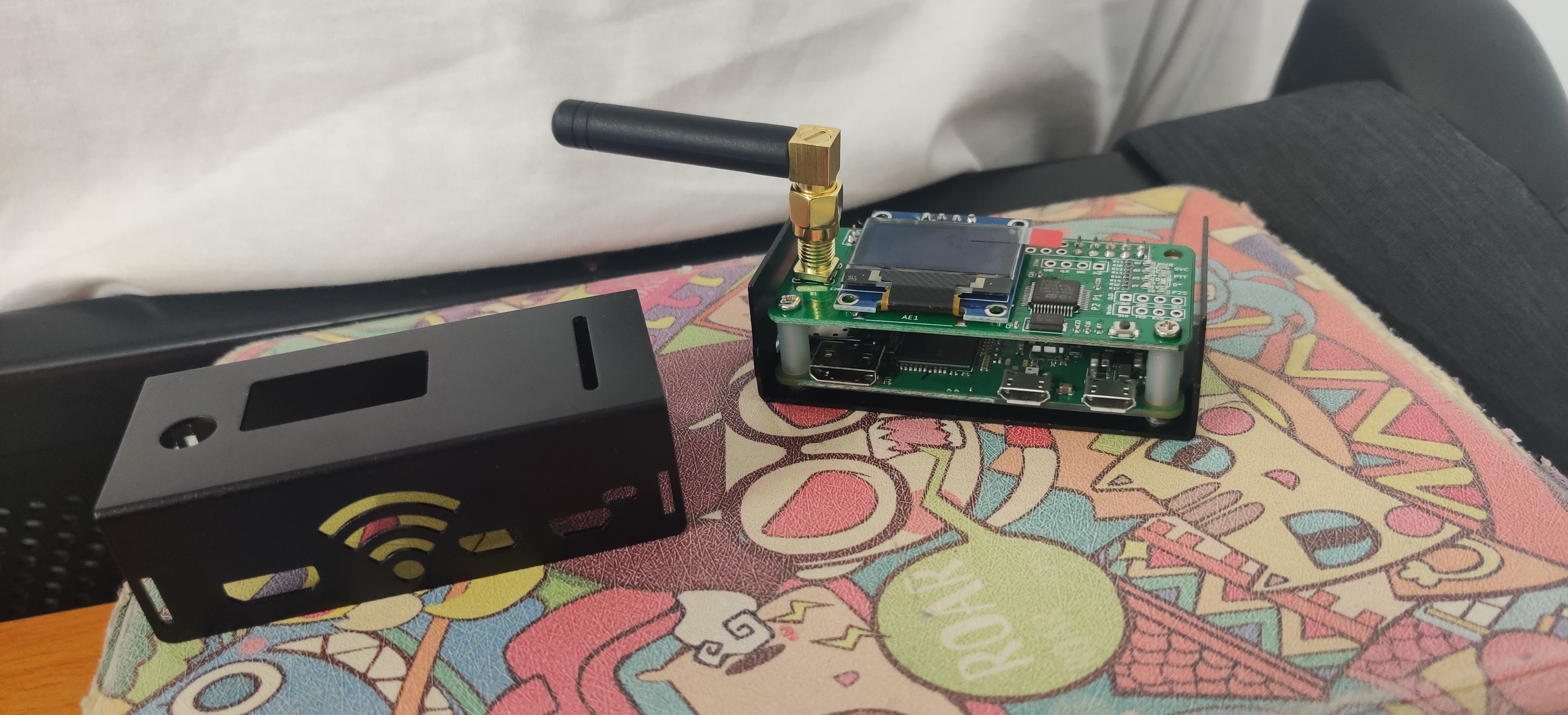
一种单工MMDVM盒子的内部结构

多模式数字语音调制解调器（英語：MMDVM, Multi-Mode Digital Voice Modem），是一种供业余无线电爱好者通过网络发送多种数字模式的无线电信号进行相互通信、无线通讯技术实验、自我训练、个人娱乐、无线电运动、竞赛以及应急通信的电子设备。
多模式数字语音调制解调器是由英国业余无线电爱好者Jonathan Naylor（G4KLX）设计并运行于由其制作的基于Raspbian开发的pi-star系统。

## 支持模式
目前MMVDM支持D-STAR、DMR、System Fusion、P25、NXDN、POCSAG和FM7种制式。

## 软件模式
目前在pi-star中可以开启的模式有D-STAR、DMR、P25、NXDN、YSF、YSF XMode、DMR XMode、POCSAG8种模式。

## 网络模式
目前在pi-star中可以开启的网络模式有D-Star、DMR、YSF、P25、NXDN、YSF to DMR、YSF to NXDN、YSF to P25、DMR to NXDN、DMR to YSF 10种模式。

## 活动
根据BrandMeister提供的数据，目前全球共有约12596个mmdvm设备正活跃于网络上。

## 法律许可
由于mmdvm设备的特殊性，在使用mmdvm设备时必须遵守以下规定：
1. 必须是获得了合法业余无线电台执照的无线电操作员；
2. 必须遵守电台操作员所在国家或地区的相关法律法规；
3. 必须使用授权分配的电台ID；[4]
4. 必须遵守相关使用协议,在协议允许范围内使用设备。[3]

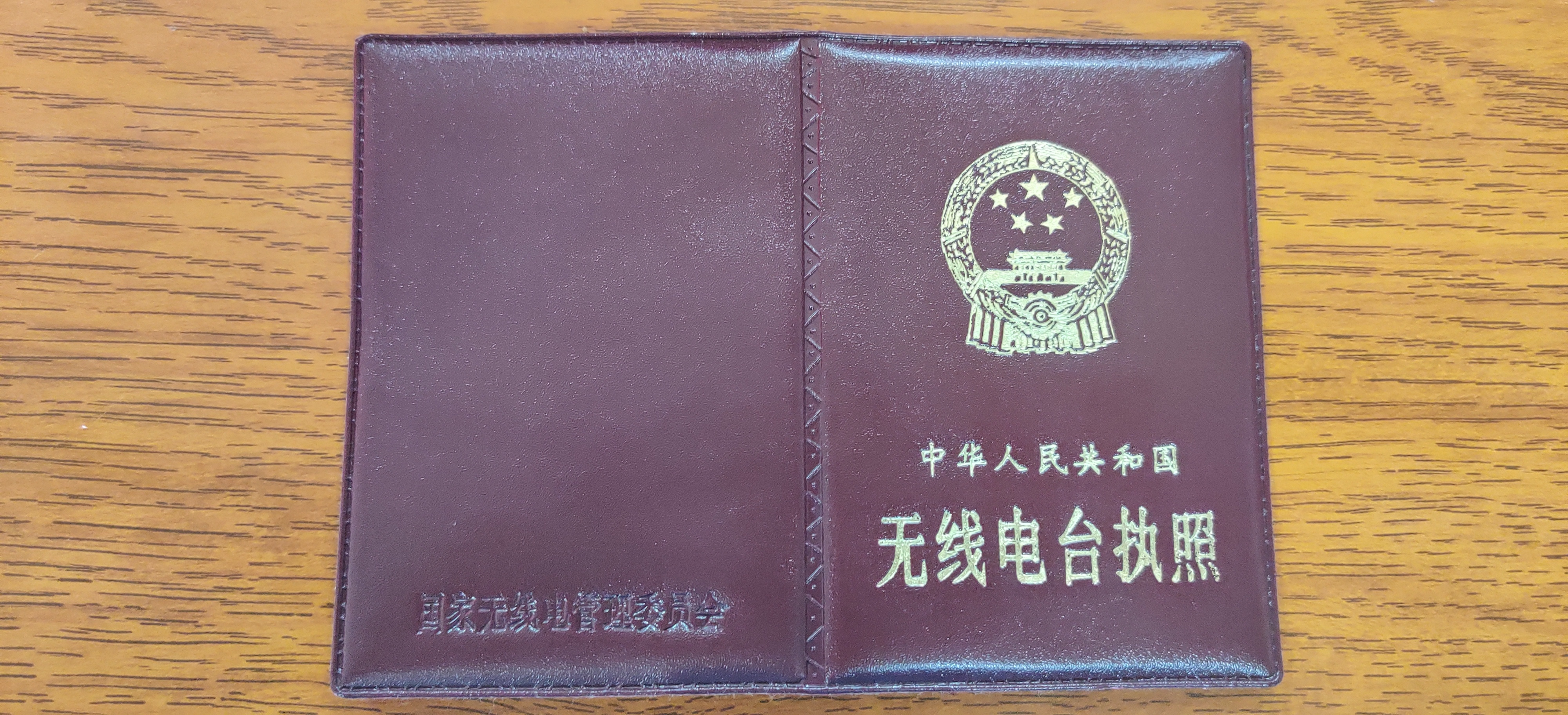
老式中华人民共和国无线电台执照壳